# Summer McIntosh
Summer McIntosh (Toronto, 2006. augusztus 18. –) olimpiai és világbajnok kanadai úszó, Jill Horstead korábbi kanadai olimpikon úszónő lánya, Brooke McIntosh műkorcsolyázó húga. 
Már fiatal kora óta az úszósport egyik legnagyobb tehetségének tartják.

## Pályafutása
2021-ben az olimpián is részt vett, a 400 méteres gyorsúszásban 4:02.12-es idővel negyedik helyezést ért el. 
2022-ben tett szert nagyobb ismertségre, amikor a budapesti világbajnokságon a 200 méteres pillangóúszásban és a 400 méteres vegyesúszásban aranyérmet szerzett, 400 méter gyorsúszásban második helyezést ért el, a 4x200 m-gyorsváltóval pedig bronzérmes lett, ahol első emberként megdöntötte a 200 méter gyors junior világcsúcsot (1:54.79) Ezzel a teljesítménnyel ő lett az első olyan kanadai úszó, aki egy világbajnokságon két aranyérmet is nyert. 2023-ban a kanadai bajnokságon megdöntötte Hosszú Katinka világcsúcsát 400 méter vegyesen (4:25.87), mindössze 16 évesen.
2023-ban megvédte világbajnoki címét 200 méteres pillangóúszásban és 400 méteres vegyesúszásban is.
A 2024-es párizsi olimpián 200 és 400 méteres vegyesúszásban és 200 méteres pillangóúszásban is tudott győzni, 400 méteres gyorsúszásban pedig ezüstérmes lett.